# Who Shall Live and Who Shall Die
Who Shall Live and Who Shall Die? ist einer der ersten amerikanischen Dokumentarfilme, der sich mit dem Verhalten und den Versäumnissen der amerikanischen Regierung sowie der amerikanischen Juden während des Holocaust befasst. Er kam 1982 in die Kinos. Produzent und Regisseur Laurence Jarvik versucht mit Dokumenten und Filmaufnahmen aus der Weltkriegszeit und hauptsächlich Interviews mit Zeitzeugen, jüdischen Führern und amerikanischen Politikern darzustellen, wie und warum die amerikanische Politik so wenig zur Rettung der Juden vor dem Holocaust beitrug.

## Inhalt
Der Filmtitel entstammt dem Gebet Unetaneh tokef, das während Rosch ha-Schana und an Jom Kippur von aschkenasischen Juden in der Synagoge gelesen wird und welches Leonard Cohen zu seinem Lied Who by Fire inspirierte. Unter den interviewten Personen sind Hillel Kook (alias Peter Bergson), der ehemalige Direktor des War Refugee Board John Pehle, Roswell McClelland für das War Refugee Board in der Schweiz, Senator Claiborne Pell, der ehemalige Ratgeber des Präsidenten Roosevelt George Warren, der ehemalige Präsident des World Jewish Congress Nahum Goldman, der ehemalige Sekretär des Jüdischen Weltkongresses Gerhart Riegner und der ehemalige Kongressabgeordnete Emanuel Celler.
Besonders Bergson kritisiert einflussreiche Juden und jüdische Funktionsträger, die sich aus Sorge um möglicherweise wachsenden Antisemitismus in den USA von der Unterstützung europäischer Juden zurückhielten. Präsident Roosevelt wird als hilflos, schlecht beraten und zu beschäftigt mit der Kriegsführung beschrieben.

## Rezeption
Annette Insdorf von der Los Angeles Times nannte den Film „eine verheerende politische Geschichte!“. Für Vincent Canby von der New York Times war der Film voller unangenehmer Zeugenaussagen darüber, dass die amerikanische Staatsführung seit August 1942 von der deutschen Endlösung wusste, konzertierte Rettungsmaßnahmen aber bis zur Gründung des War Refugee Board Anfang 1944 auf die lange Bank schob. Über die Machart des Films schrieb Canby: „Herr Jarvik schneidet manchmal zu abrupt zwischen den Interviews hin und her, um Argumente zu untermauern, aber ansonsten präsentiert der Film seine Ergebnisse geradlinig und ohne filmische Schnörkel.“
Das U.S. Holocaust Memorial Museum bezeichnete den Film als „eine ausführliche, informative Darstellung eines komplexen Themas“ und hält ihn für „unverzichtbar für fortgeschrittenere Studierende des Holocaust.“